# فيل كارمين
فيل كارمين هو مغني سويسري، ولد في 14 فبراير 1953 في مونتريال في كندا.

## وصلات خارجية
- الموقع الرسمي
- فيل كارمين على موقع ميوزك برينز (الإنجليزية)
- فيل كارمين على موقع أول ميوزيك (الإنجليزية)
- فيل كارمين على موقع ديسكوغز (الإنجليزية)